# گلف ایر

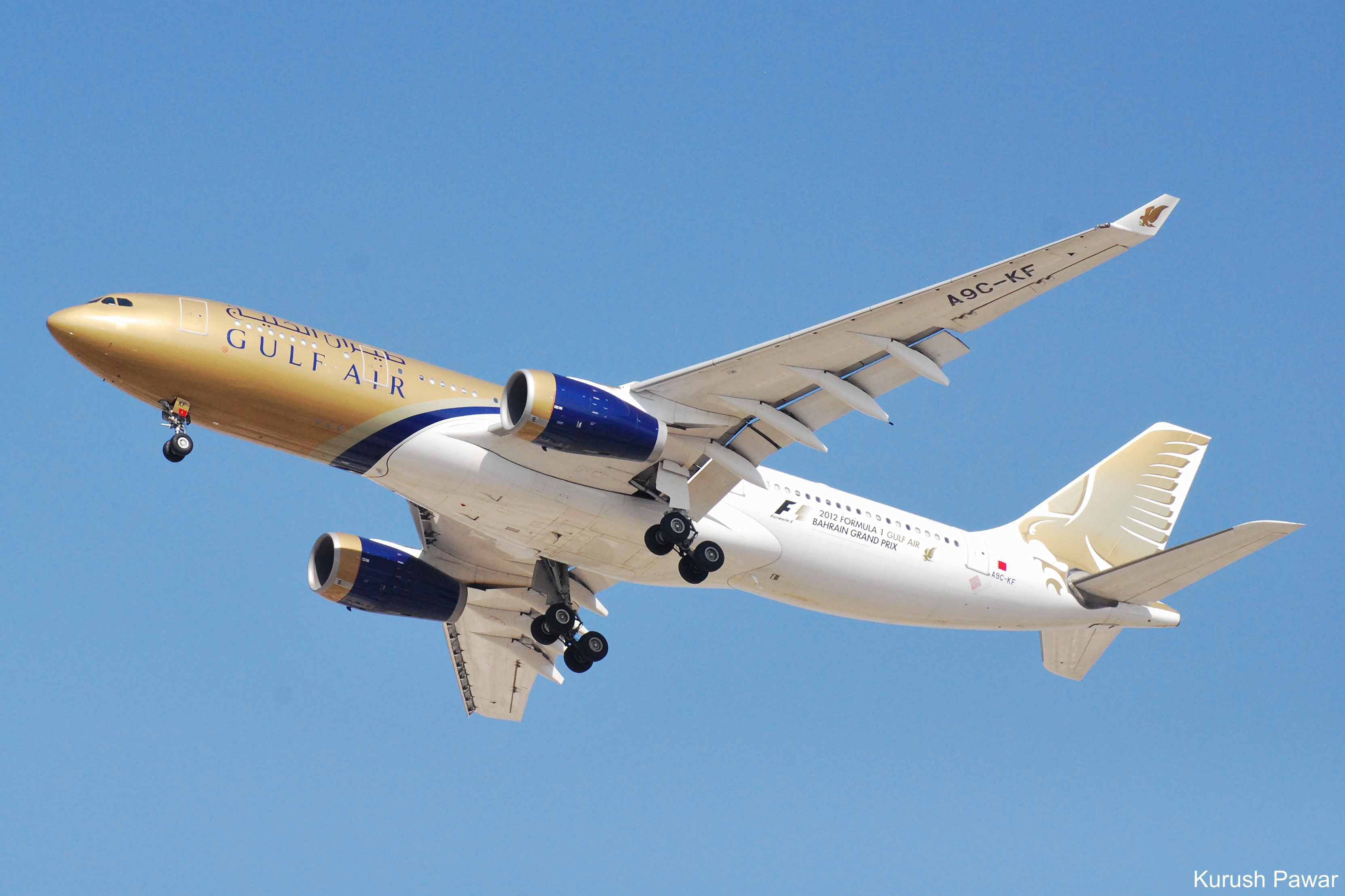
هواپیمای ایرباس ای۳۳۰ متعلق به شرکت گالف ایر

گلف ایر (به انگلیسی: Gulf Air)(به عربی: طیران الخلیج) شرکت هواپیمایی حامل پرچم بحرین است که دفتر مرکزی آن در شهر محرق، بحرین مستقر می‌باشد.
شرکت گلف ایر در سال ۱۹۵۰ تأسیس شد و در حال حاضر به‌طور روزانه از فرودگاه بین‌المللی بحرین به ۳۸ مقصد در آسیا، اروپا و آفریقا پروازهای مستقیم دارد.